# Кампанія (Італія)
Кампа́нія (італ. Campania) — регіон Італії. Розташований на півдні країни, на узбережжі Тирренського моря, розподілена на провінції Неаполя (NA), Авелліно (AV), Беневенто (BN), Казерта (CE), і Салерно (SA), площа 13595 км², населення 5 830 369 осіб (2012). Столиця — Неаполь.
Найбільші річки: Вольтурно (175 км), Калоре (108 км), Селе (64 км). Найвищі гори: Мілетто (2050 м), Черваті (1898 м), Везувій (1281 м). Національний парк Везувія, національний парк Чіленто й Валло ді Діано, регіональні природні парки Монті Пічентіні, Партеніо, Матезе, Табурно-Кампозауро, Роккамонфіна — Фоче Ґарільяно, Ф'юме Сарно, Кампі Флеґрей, Монті Латтарі.
Пам'ятки історії й культури: Кафедральний собор в Салерно, замок Маск'йо Анджойно, Національний археологічний музей, музей та галереї Каподімонте, собор Сан Лоренцо (усі в Неаполі), королівський палац в Казерті.
Типова страва — піца Наполетана з помідорами, сиром моцарелла та базиліком. Типові вина — Іск'я Б'янко, Лакріма Крісті дель Везувіо.
На честь місцевості названо астероїд 377 Кампанія.

## Українці в Кампанії
На території області проживає значна кількість українців, у зв'язку з чим українська мова тут є другою за поширенням після італійської.